# NGC 7770
NGC 7770 (również PGC 72635 lub UGC 12813) – galaktyka spiralna (S0-a), znajdująca się w gwiazdozbiorze Pegaza. Odkrył ją 5 listopada 1850 roku Bindon Stoney – asystent Williama Parsonsa.
Oddziałuje grawitacyjnie z sąsiednimi galaktykami NGC 7771 i NGC 7769.